# Residencia matrilocal
Uxorilocal o matrilocal es un término utilizado en antropología social para referirse a un sistema de convivencia postmatrimonial en el cual una pareja casada reside cerca de la parte matrilineal de la familia, en otras palabras con la madre de la esposa y sus antepasados matrilineales. Es también correcto el uso del término residencia uxorilocal o residencia matrilocal.
Con frecuencia, visitando el matrimonio está siendo practicada, lo que significa que el marido y la mujer están viviendo al margen de sus familias por separado, viendo unos a otros en su tiempo libre. Los hijos de esos matrimonios son planteadas por la madre del clan matrilineal ampliado. El padre no tiene un papel importante en la crianza de sus propios hijos; lo hace, sin embargo, en que sus hermanas de los hijos (sobrinas y sobrinos). En consecuencia directa, la propiedad se hereda de generación en generación, y sobre todo, sigue siendo en gran parte indivisa.

## Uxorilocal
Ejemplos de matrilocal sociedades incluyen a los Wichí del norte argentino que son sociedades matriarcales uxorilocales, el Antiguo Pueblo de los Pueblos Chaco Canyon, Nair la comunidad en Kerala en el sur de India, los Mosuo de Yunnan y Sichuan en el sudoeste de China, y la minangkabau de Sumatra occidental. En la Amazonía nativo, este patrón de residencia a menudo se asocia con la práctica habitual de brideservice, como se ha visto entre la URARINA del noreste de Perú. En la China continental contemporánea, el matrimonio uxorilocal ha sido alentada por el gobierno (Wolf 1985) en un intento de contrarrestar el problema de desequilibrio entre hombres y sexos mayoría causadas por el aborto y el infanticidio y el abandono de las niñas. Porque las niñas se casan a cabo tradicionalmente en virilocal matrimonio se les ha visto como "la boca de otra familia" o como un despilfarro de recursos para aumentar. Durante la dinastía Song en China medieval, el matrimonio matrilocal se convirtió en común para ricos, no familias aristocráticas. 
En otras regiones del mundo, como Japón, durante la era Heian, un matrimonio de este tipo no es un signo de alto estatus, sino más bien una indicación de la autoridad patriarcal de la mujer a la familia (su padre o abuelo), que fue suficientemente potente para que la demanda (Ramusack y Sievers 1999). 
Otra sociedad es matrilocal la! Kung San del Sur de África. Ellos uxorilocality práctica para la novia período de servicio que dura hasta que la pareja ha producido tres hijos o que han sido juntos por más de diez años. Al final del período de servicio novia la pareja tiene una opción de que los clanes que desean vivir. [1] 
En sociobiología, matrilocality se refiere a animales sociedades en las que un par de bonos se forma entre los animales nacidos o rayada en diferentes zonas o grupos sociales diferentes, y la pareja convertirse en residentes en la femenina de origen del sector o grupo.

## Lista de algunas sociedades matrilocales o uxorilocales
- Campo Piyapi
- Cashinahua
- Huaorani
- Karajá
- Ket
- Machiguenga
- Maijuna
- Napuruna
- Sirionó
- Yukpa
- Mosuo